# Chalcolecta
Chalcolecta  (лат.) — род аранеоморфных пауков из подсемейства Agoriinae в семействе пауков-скакунов (Salticidae). Родственный род — Diolenius. Все представители рода распространены в Австралии и Океании

## Описание
C. zosterifera и C. amplectans (известны самки, в длину которые не превышали трёх мм, намного меньше чем другие представители рода) считаются nomina dubia.

## Виды
- Chalcolecta bitaeniata Simon, 1884 — Молуккские острова, Сулавеси
- Chalcolecta dimidiata Simon, 1884 — Молуккские острова
- Chalcolecta prensitans (Thorell, 1881) — Папуа-Новая Гвинея, Квинсленд